# Rümlang

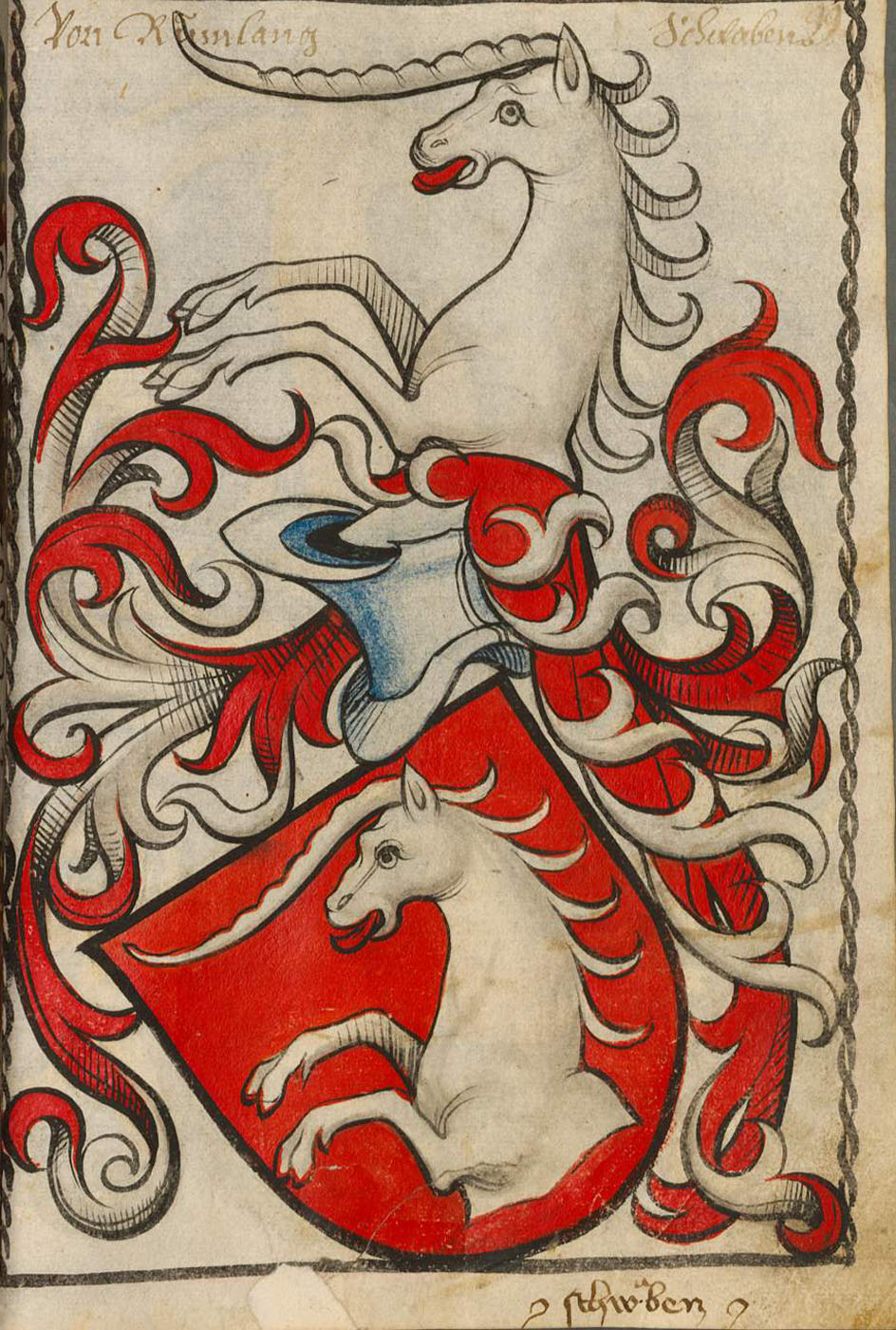
Wappen der Herren von Rümlang im Scheiblerschen Wappenbuch

Rümlang ist eine politische Gemeinde des Bezirks Dielsdorf im Unterland des Kantons Zürich in der Schweiz.

## Wappen
Blasonierung:
In Rot ein halbes silbernes Einhorn
Das Gemeindewappen zeigt auf rotem Grund die obere Hälfte eines für den Angriff aufgebäumten, weissen Einhorns. Es soll an die Ritter von Rümlang erinnern, die ihre Schilde und Helme mit diesem Emblem bemalt hatten. Im Jahre 1424 erschien dieses Einhorn im Wappen der Obervogtei Rümlang, die im Wesentlichen aus dem Dorf bestand. Deshalb übertrug sich das Wappen bereits 1508 auf das Dorf Rümlang, was durch eine bald 500 Jahre alte Wappenscheibe der Gemeinde im Chorfenster der reformierten Kirche belegt ist.

## Bevölkerung
| Jahr      | 1634 | 1850 | 1900 | 1950 | 1960 | 2000 | 2005 | 2010 | 2015 | 2020 | 2022 | 2024 |
| --------- | ---- | ---- | ---- | ---- | ---- | ---- | ---- | ---- | ---- | ---- | ---- | ---- |
| Einwohner | 558  | 904  | 1029 | 1744 | 3409 | 5508 | 5923 | 6698 | 7752 | 8281 | 8180 | 8238 |

Das frühere Bauerndorf Rümlang hatte lange Zeit nur ca. 1100 Einwohner. Unter dem Druck der Agglomeration Zürich und des Flughafens stieg die Einwohnerzahl nach 1948 aber rasch an. Heute hat Rümlang rund fünfmal so viele Einwohner wie 1940. Aufgrund der starken Bevölkerungszunahme wurden um den alten Dorfkern im Laufe der letzten Jahrzehnte viele neue Wohnbauten und gewerbliche Betriebsstätten erstellt. Trotzdem nehmen die Rümlanger ihre Gemeinde noch als Dorf wahr.
2022 waren 20,5 % der Bevölkerung evangelisch-reformiert, 23,9 % römisch-katholisch, und 55,6 % hatten eine andere oder keine Konfessionszugehörigkeit.

## Politik
Thomas Huber (FDP) wurde am 18. Mai 2025 zum neuen Gemeindepräsidenten gewählt. Am selben Tag wurde auch Patrick Cotting neu in den Gemeinderat gewählt. Peter Meier-Neves (SVP) trat auf Ende Juni 2025 zurück. Das Gremium setzt sich seither aus Thomas Huber, Michaela Oberli, Nadia Koch, Andrea Annen, Rosita Buchli, Patrick Cotting, Nadja Giuliani, Corinne Lee und Roland Niesper zusammen.
Bei der Nationalratswahl 2019 erreichten die Parteien folgende Wähleranteile: SVP 41,61 %, SP 19,76 %, glp 9,87 %, FDP 8,70 %, Grüne 6,28 %, EDU 3,82 %, CVP 3,42 %, EVP 2,52 %, BDP 2,09 % und andere (8) 1,93 %.

## Geschichte
Reste von römischer Besiedlung sind auf der «Bölli» zu finden, was nicht verwundert, denn das heutige Gemeindegebiet wurde von Ost nach West von einer römischen Landstrasse durchquert. Auf ein römerzeitliches Totenritual weisen Funde, die im Zusammenhang mit dem Autobahnbau 1979 auf Bärenböl/Chäshalden zutage traten. Das Fundmaterial umfasste rund 50 Keramikgefässe, Glas- und Metallobjekte sowie kalzinierte Knochen, alles mit starken sekundären Brandeinwirkungen, wie sie für gallische Grabkulte belegt sind. Dabei wurden die Reste des Scheiterhaufens für den Leichenbrand in einer rituellen Handlung den Gräbern beigesetzt. Das Rümlanger Fundensemble konnte in die Zeit 150–190 n. Chr. datiert werden. Offen blieb der einstige Siedlungsplatz der Bestatteten.
Der Name Rümlang leitet sich aus der im 7. Jahrhundert entstandenen Alemannen-Siedlung ab. «Rumilinswanc», die älteste in schriftlichen Quellen überlieferte Ortsbezeichnung, datiert aus dem Jahr 924, eine spätere lautet «Rumelanc». Man vermutet, dass ein Anführer namens «Rumilo» sich mit seiner Sippe auf dem heutigen Gemeindegebiet niederliess. Der zweite Teil des Namens leitet sich aus «wang» ab, was Wiesenhalde oder Grashang bedeutet. Rümlang liegt denn auch an einem sanft nach Osten abfallenden Hang.
1972 wurde der Zweckverband Abwasserreinigung Fischbach-Glatt gegründet, welcher in Niederglatt eine Kläranlage für die angeschlossenen Gemeinden betreibt.

## Kleinjogg, Landwirtschaftsreformer im 18. Jahrhundert
Einer der berühmtesten Rümlanger ist der Kleinjogg. Er wohnte im Weiler Katzenrüti, wo eine Gedenktafel an ihn erinnert: In diesem Hause wirkte der Musterbauer Jakob Gujer, genannt Kleinjogg, 1769 bis 1785 für eine vorbildliche Erneuerung der zürcherischen Landwirtschaft. Johann Wolfgang Goethe besuchte den Musterbauer am 12. Juni 1775 und am 26./27. November 1779: Ich habe kein aus den Wolcken abgesencktes Ideal angetroffen, Gott sey Dank, aber eins der herrlichsten Geschöpfe, wie sie die Erde hervorbringt (Goethe an Sophie von La Roche, Zürich, 12. Juni 1775).
Eng mit Kleinjogg verbunden ist die Legende vom gestrickten Kirchturm (zürichdeutsch: Vom glismete Chileturm). Die Rümlanger hatten sich nämlich im 18. Jahrhundert von der Landwirtschaft ab- und der Heimarbeit im Textilgewerbe zugewandt. Sie waren spezialisiert auf die Herstellung von Strümpfen. Nicht nur Frauen und Kinder, auch die Männer strickten grobe, wollene Strümpfe. Die Rümlanger färbten die Wolle und liessen ihre Erzeugnisse von Hausierern im ganzen Zürichbiet und darüber hinaus verkaufen. Ob all dieser Professionistentätigkeit kam jedoch die Landwirtschaft zu kurz. Wo alle strickten, was das Zeug hielt, da fehlten die Hände zur Bewirtschaftung des Bodens, so dass viele Felder vergandeten. Das war Kleinjogg ein Dorn im Auge. Er pachtete um 1775 drei Jucharten vernachlässigten Ackerlandes und baute dort Esparsetten an, um seinen Nachbarn ein Beispiel zu geben, wie sie ihre Güter zu Quellen wahren Reichtums machen könnten, wenn sie ihre elende Müssiggängerbeschäftigung (Stricken) mit Feldarbeit vertauschen würden. Schon aus diesen Worten kann man erkennen, weshalb im ganzen Zürcher Unterland über die Rümlanger gespottet wurde – ja man behauptete sogar, sie hätten gar ihren Kirchturm «glismet»!

## Wirtschaft

### Unternehmen
In Rümlang ist der Hauptsitz des weltweit agierenden Konzerns Dormakaba. Im Industriegebiet Riedmatt ist die Firma Ticketcorner ansässig. Mit 85 Mitarbeitern ist dieser Dienstleistungsbetrieb einer der grössten Steuerzahler der Gemeinde. In Rümlang gibt es eine Zweigstelle der Firma Gilgen Logistics. Grössere Arbeitgeber mit nationaler Ausstrahlung und Hauptsitz in Rümlang sind Bosshard + Co (Farbe, Lacke, Lasuren), Fröhlich Transklima AG (Service Transportkühlsysteme) oder die Schweizer Zentrale des amerikanischen Autovermietungskonzerns Avis. Die Schweizerische Post eröffnete im Jahr 2022 ein Paketzentrum.

### Öffentlicher Verkehr
Seit dem Fahrplanwechsel am 13. Dezember 2015 verkehren statt der S5 neu die S 9  (Schaffhausen–Uster) und die S 15  (Rapperswil–Niederweningen) im Bahnverkehr, beide jeweils im Halbstundentakt, somit sind viertelstündlich Verbindungen nach Zürich sowie nach Oberglatt sichergestellt. Zudem verkehrt im ZVV-Nachtnetz am Wochenende die SN9  (Bülach–Uster). Im Busverkehr bleibt die Linie 742 (Rümlang Bahnhof–Zürich Seebach) bestehen. Ebenfalls kommt die neue Lokallinie 795 hinzu, die morgens und abends viertelstündlich zu den Stosszeiten Personen aus dem Dorf zum Bahnhof und umgekehrt transportiert.

## Galerie

Rümlang, historisches Luftbild von 1925, aufgenommen aus 300 Metern Höhe von Walter Mittelholzer
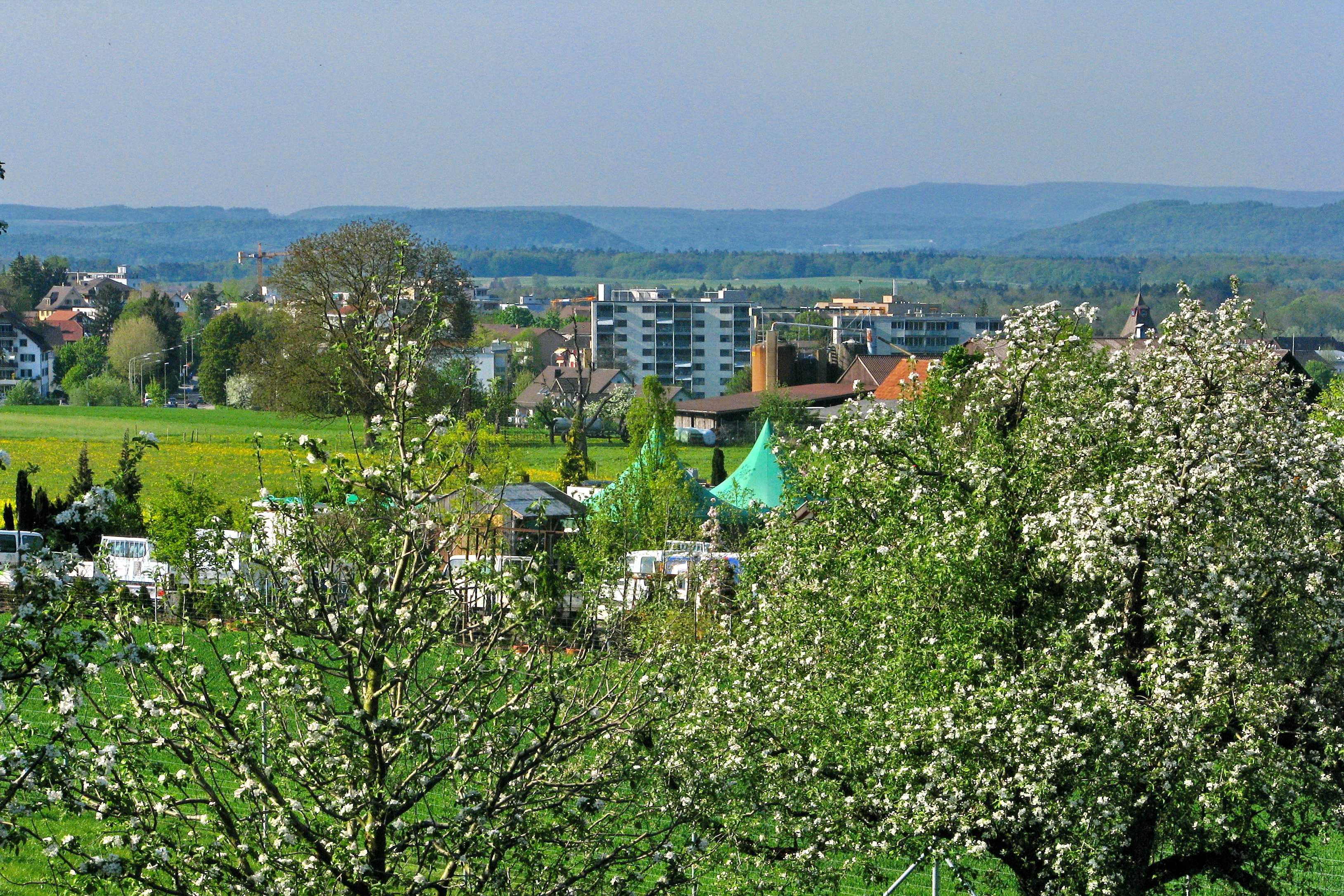
Rümlang, Ansicht vom Weiler Altwi
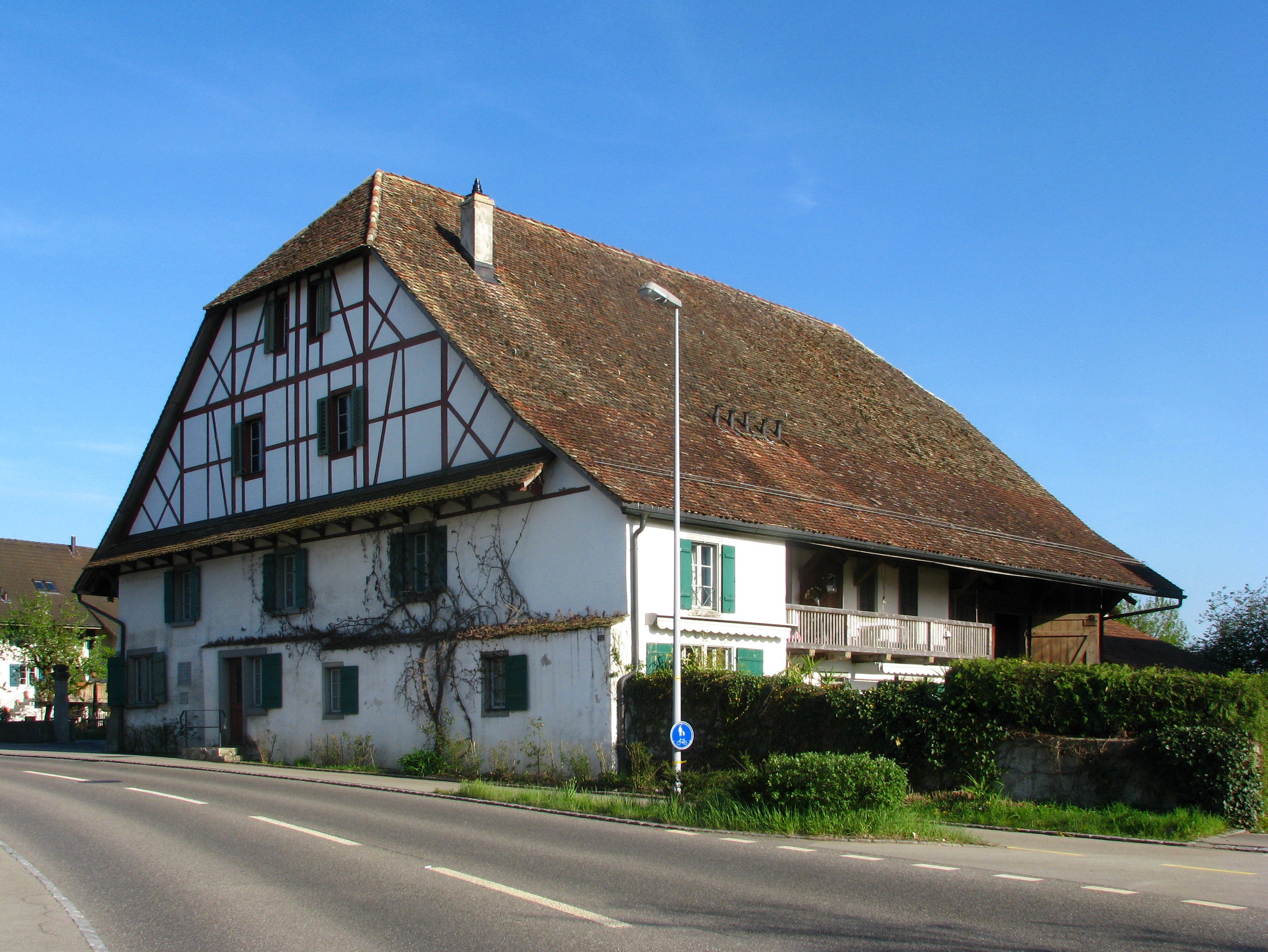
Kleinjogghof in Katzenrüti (Chatzenrüti), Mehrreihenständerbau
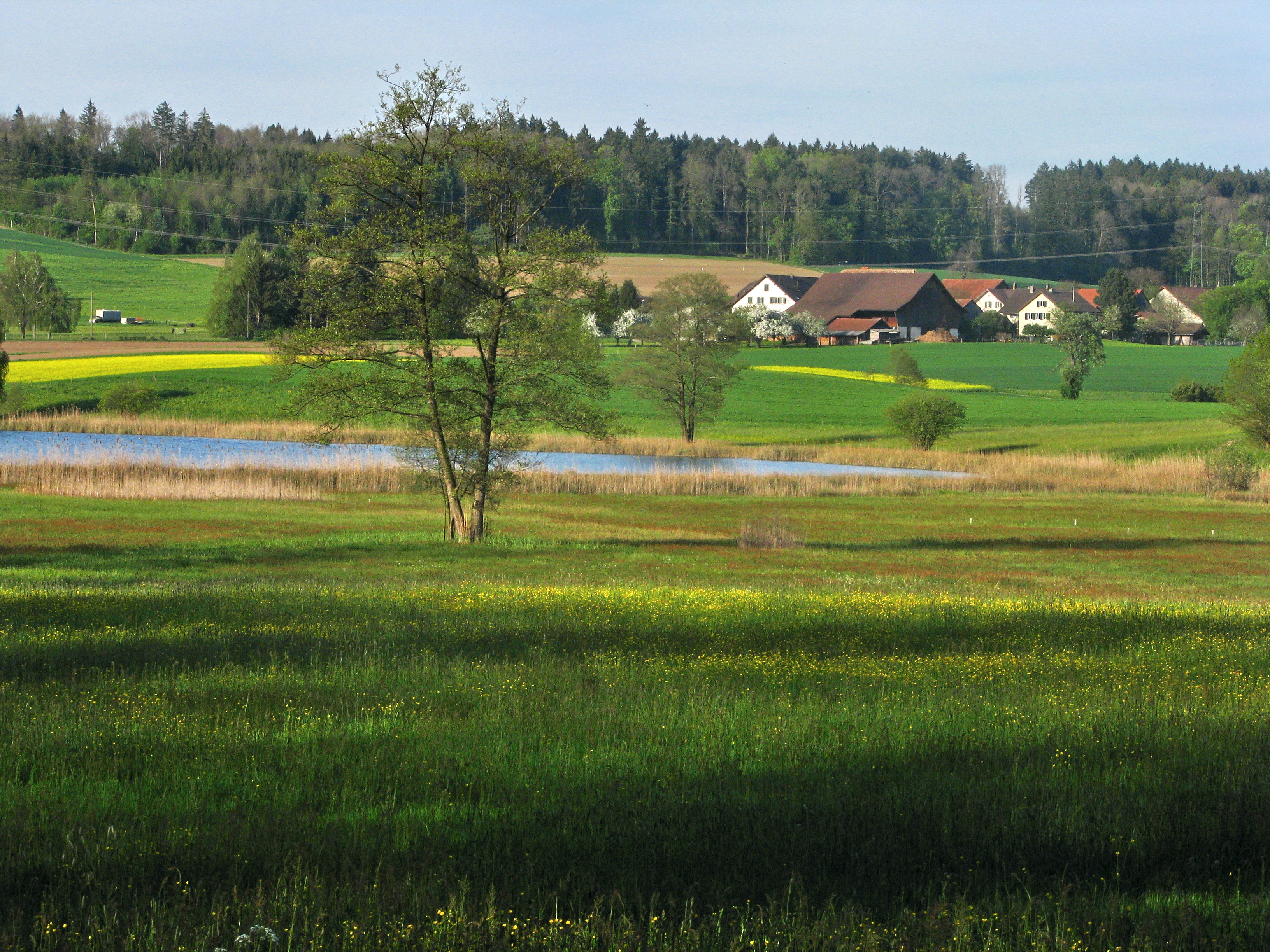
Chatzenrüti mit dem oberen Katzensee
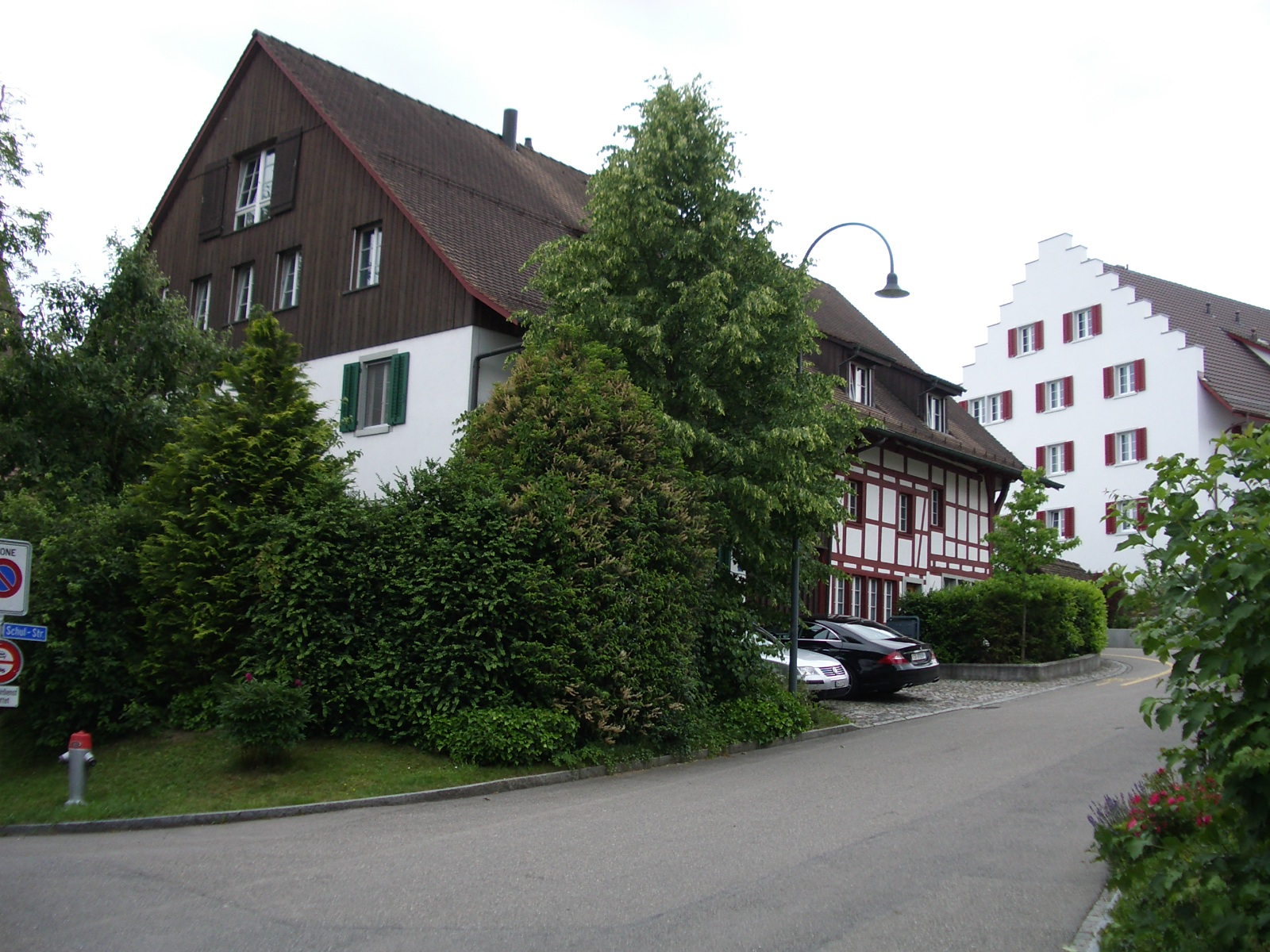
Unterer und oberer Chehlhof, erwähnt 1621, in Fraumünster-Besitz
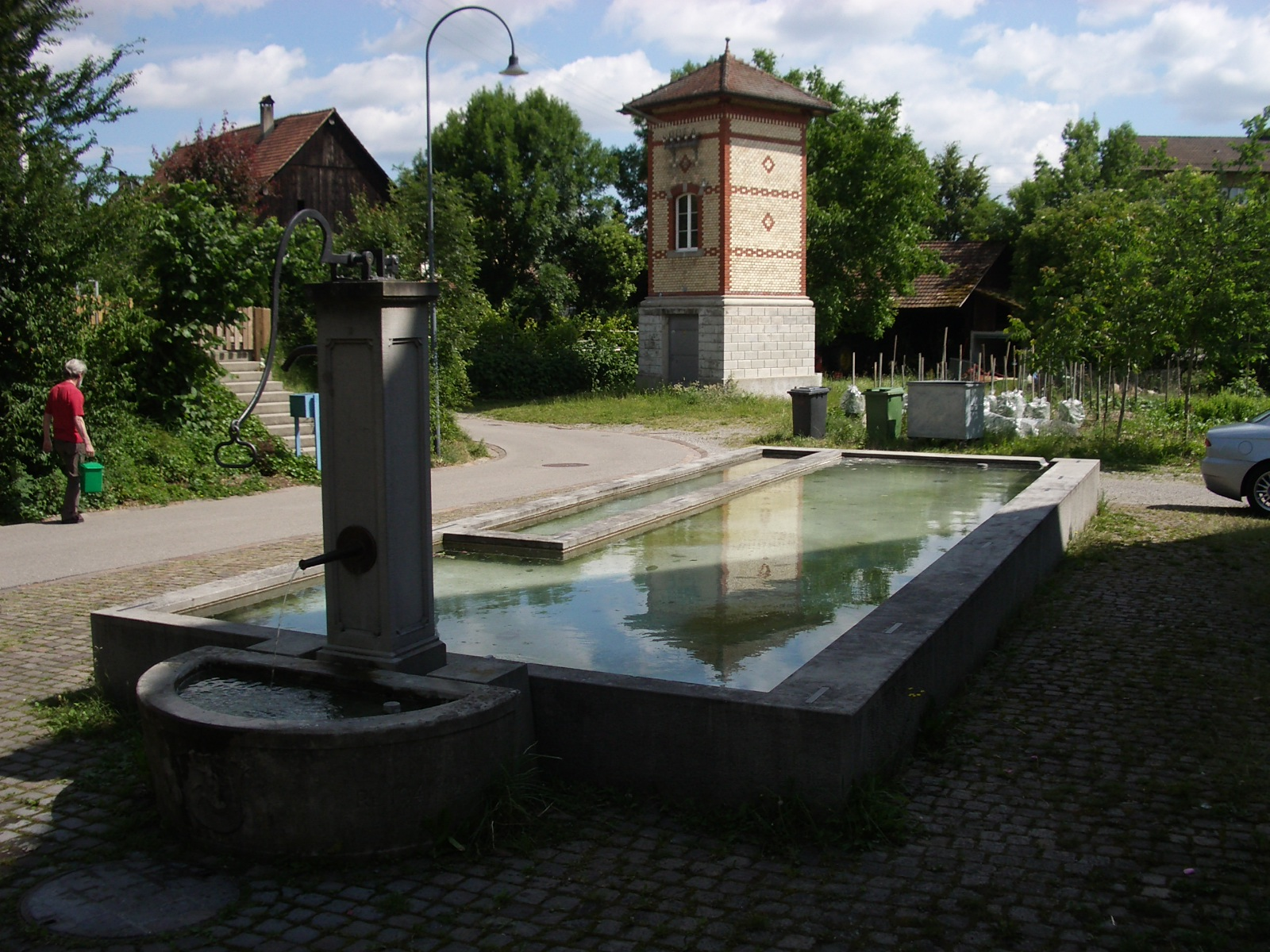
Dorfbrunnen von 1806 mit Transformatorenhäuschen
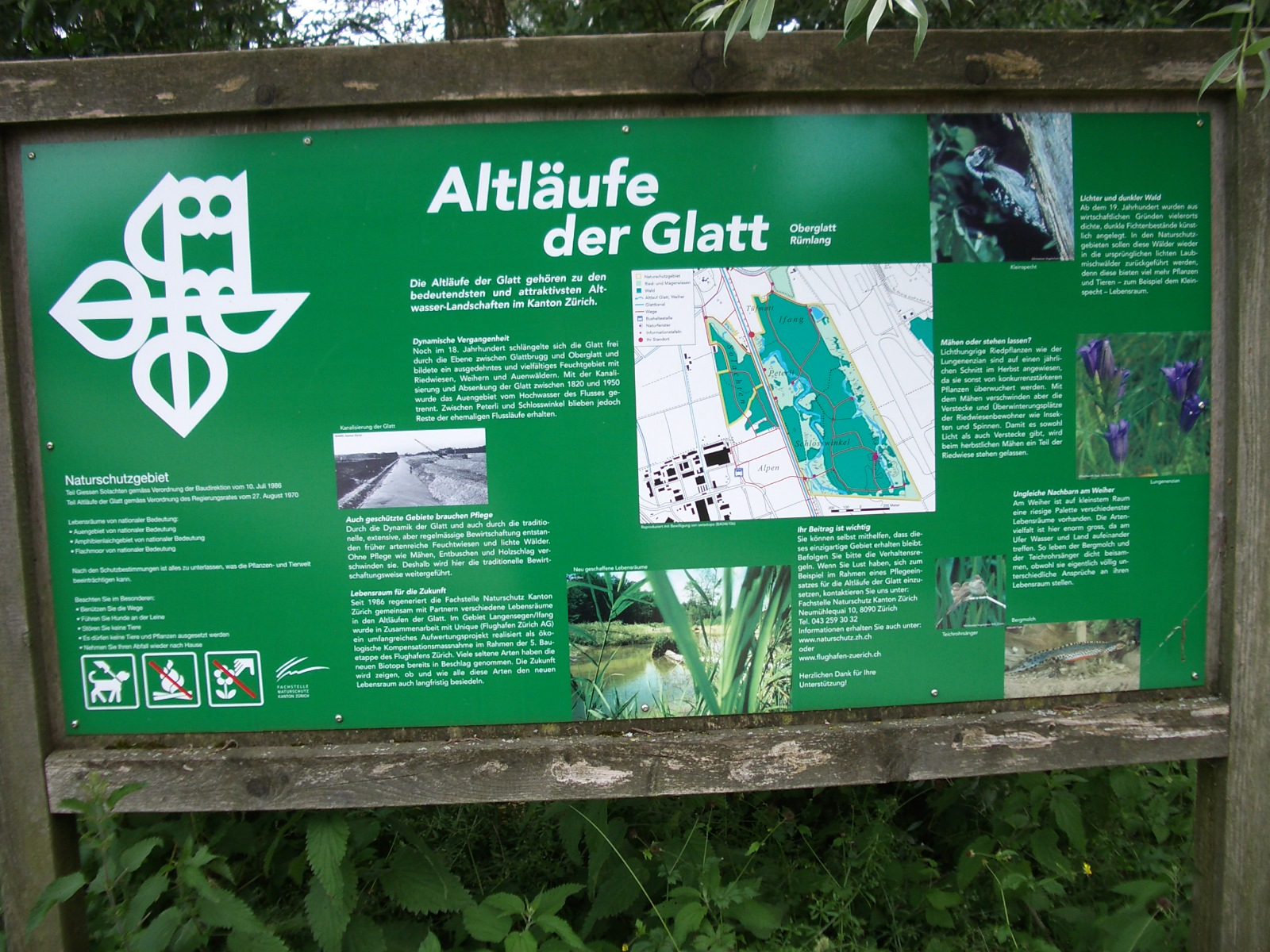
Naturschutzgebiet Altläufe der Glatt
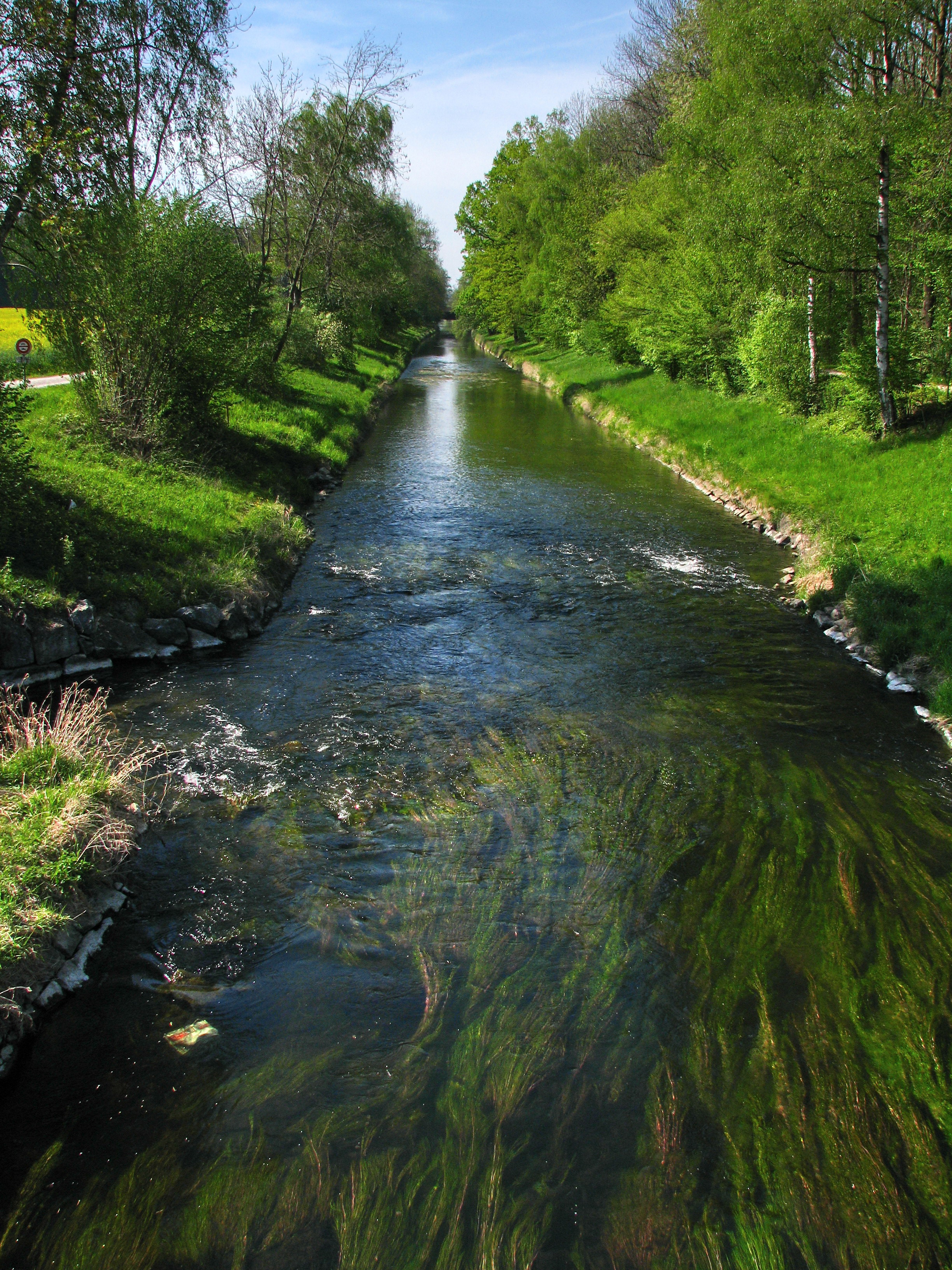
Die Glatt in Rümlang, Blickrichtung Kloten-Opfikon zur Grubenmann-Brücke
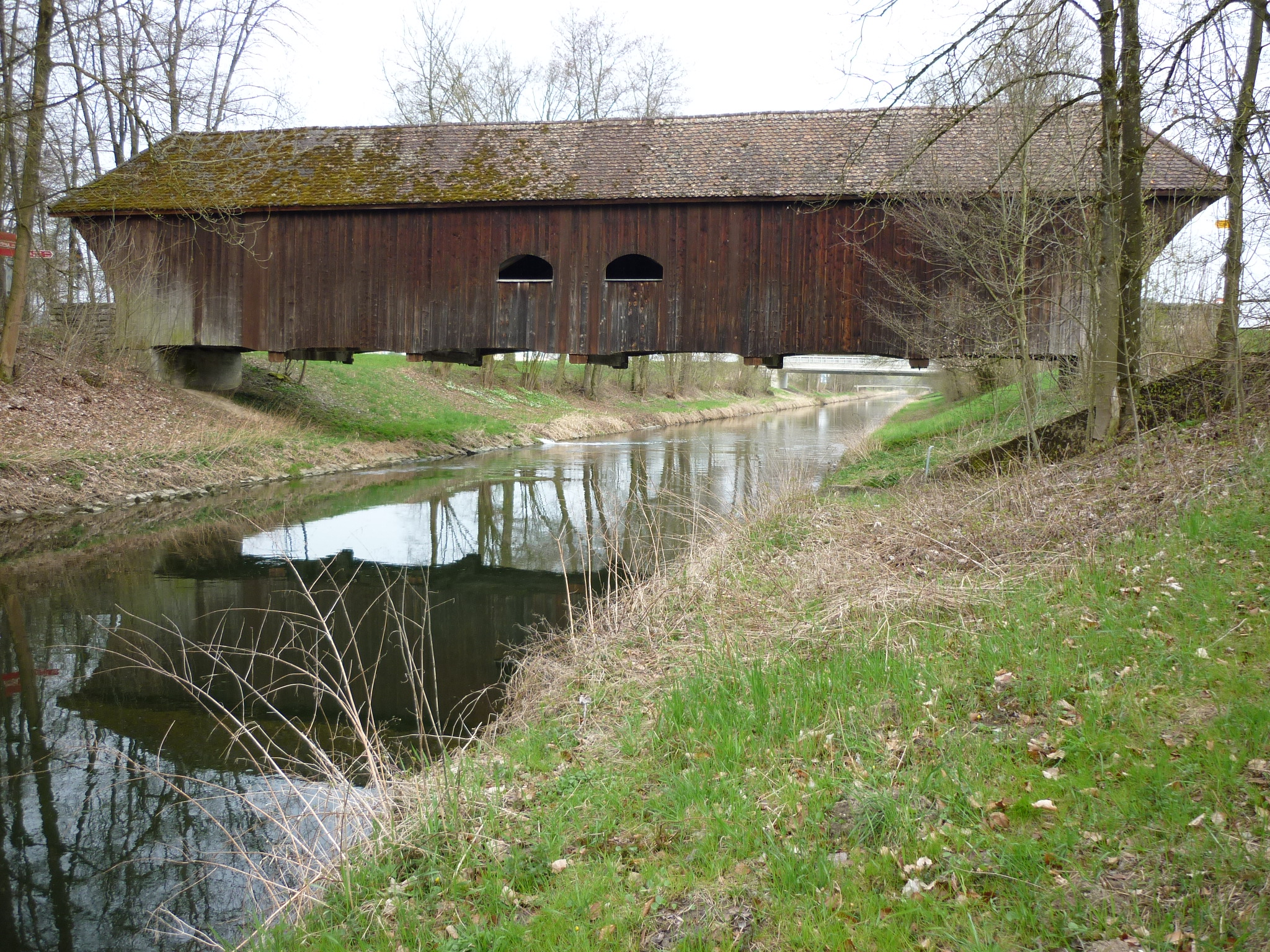
Grubenmann-Brücke über die Glatt, Baujahr 1767

## Kirchen
In Rümlang gibt es zwei Kirchen:

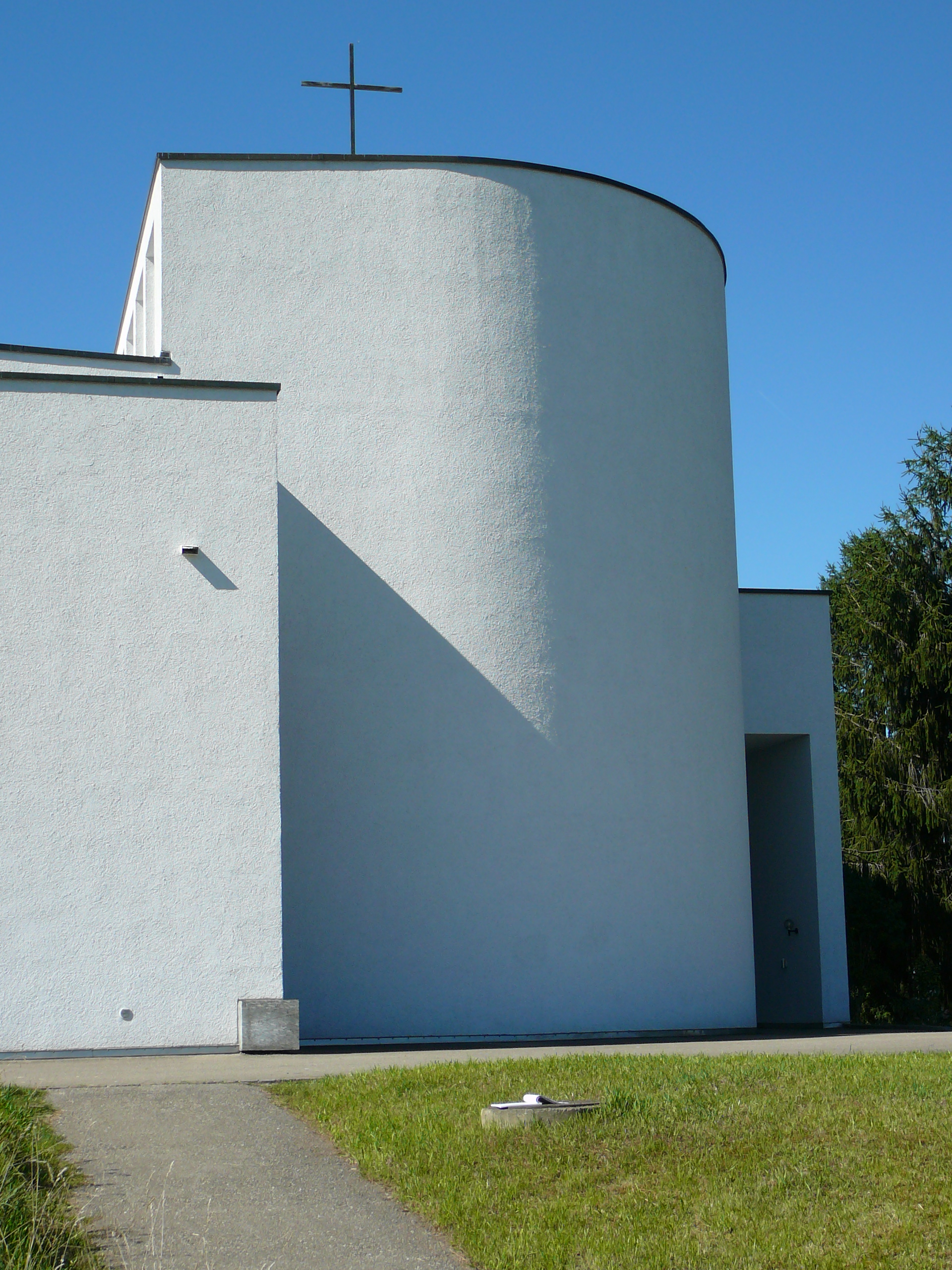
Römisch-katholische Kirche St. Petrus

- Die evangelisch-reformierte Landeskirche besitzt die im Dorfzentrum gelegene reformierte Kirche, welche bereits seit dem Jahr 952 belegt ist. Im Jahr 1302 oder 1316 wurde diese durch einen höheren Chorturmbau ersetzt und nach der Zerstörung von Dorf und Kirche im Alten Zürichkrieg 1444 durch die Eidgenossen im Jahr 1471 neu erbaut.[11]
- Die römisch-katholische Kirche St. Peter befindet sich an der Rümelbachstrasse und wurde in den Jahren 1969–1970 durch den Architekten Bernhard Weis erbaut. In Anlehnung an die Wallfahrtskirche Notre-Dame-du-Haut de Ronchamp des Architekten Le Corbusier wurde die Kirche leicht erhöht errichtet. Die Kirche St. Peter weist auch im Innern deutliche Anlehnungen an die Wallfahrtskirche von Ronchamp auf. In den 1960er Jahren war zudem geplant, an der gleichen Stelle neben dem Schulhaus Rümelbach und der katholischen Kirche auch eine neue reformierte Kirche und einen Friedhof zu errichten. Von dieser geplanten Anlage wurden jedoch nur das Schulhaus und die katholische Kirche realisiert.

## Persönlichkeiten
- Jakob Gujer (1718–1785), Landwirt und Reformer, ab 1769 im Lehnshof Katzenrüti tätig
- Heinrich Steinemann (1840–1902), Landwirt und Politiker (LP/FDP), 1890–1902 Nationalrat
- Johann Felix Meyer (1845–1882), reformierter Pfarrer und Politiker (Schweizerischer Arbeiterbund)
- Thomas Hardegger (* 1956), Politiker (SP), Gemeindepräsident von Rümlang und 2011–2019 Nationalrat
- Christine «Gigi» Moto (* 1964), Sängerin, in Rümlang aufgewachsen